# 山下欣一
山下 欣一（やました きんいち、1929年（昭和4年）2月5日 - 2021年（令和3年））は、日本の民俗学者、文化人類学者。奄美の民俗学、ユタ研究の第一人者であった。文学博士、鹿児島国際大学名誉教授。

## 来歴・人物
鹿児島県奄美大島の名瀬町（現・奄美市）に生まれる。名瀬国民学校から旧制鹿児島県立大島中学校に進学。県の土木技師であった父の本土転任にともない、旧制鹿児島県立加治木中学校に転校。旧制加治木中を四年修了して鹿児島農林専門学校獣医畜産科に入学、卒業。一度、新制中学校の英語教師となった後、早稲田大学法学部に編入学するが、母の病気等の事情により中退して鹿児島へ戻り、県立高等学校（英語教師）や県教育庁にて勤務。1966年の夏アメリカ合衆国へ赴き、インディアナ大学民俗学研究所のセミナーを受講。鹿児島県立大島工業高等学校教諭を経て鹿児島経済大学（現・鹿児島国際大学）沖縄文化研究所、鹿児島国際大学社会福祉学部教授。1981年論文「奄美説話の研究」で國學院大學より文学博士号授与。2005年伊波普猷賞受賞。後に鹿児島国際大学名誉教授。2016年に第67回南日本文化賞を受賞。
南島の民俗・文化を研究。奄美群島を巡って説話研究やユタへの聞き取りを続けて呪詞を体系化し、1974年からは奄美の人たち自身が島の独自性を学ぶ「奄美学」を提唱した。海外の民話集の翻訳やユタの説話をもとにした児童文学も手がけた。

## 著書

### 単著
- 『たいようの子マタラベ 沖縄・奄美の民話』（斉藤博之・絵） 小峰書店〈民話のえほん〉、1976年
- 『奄美のシャーマニズム』弘文堂〈日本民俗学研究叢書〉、1977年
- 『奄美説話の研究』法政大学出版局、1979年
- 『南島説話生成の研究 ユタ・英雄・祭儀』第一書房、1998年
- 『南島民間神話の研究』第一書房、2003年

### 共編著
- 『久永ナオマツ嫗の昔話 奄美大島（有馬英子と共編）日本放送出版協会〈日本の昔話〉、1973年
- 『沖縄・奄美の民間信仰（湧上元雄との共著）明玄書房、1974年
- 『沖縄・奄美の歳時習俗』（崎原恒新との共著）明玄書房、1975年
- 『大和村の昔話 鹿児島県大島郡大和村（登山修・児玉永伯と共編著））同朋舎出版〈南島昔話叢書〉、1986年
- 『奄美文化を探る 文芸・民俗・歴史からのアプローチ』（岩瀬博と共編著）海風社〈南島叢書〉、1990年
- 『奄美六調をめぐって 徳之島から』（小川学夫・松原武実と共編著）海風社〈南島叢書〉、1990年
- 『南島の文学・民俗・歴史 『南島文学発生論』をめぐって（谷川健一と共編）三一書房、1992年
- 『「青」の民俗学 谷川健一の世界』（岡谷公二と共編）三一書房、1997年

### 翻訳
- エラ・イ・クラーク『アメリカ・インディアンの神話と伝説』岩崎美術社〈民俗民芸双書〉、1972年
- アニー・カー『パプアの民話』大日本絵画巧芸美術〈アジアの民話〉、1980年
- C.I.Chinas-Baron『ベトナムの民話』（藤本黎時と共訳）大日本絵画〈アジアの民話〉、1980年
- 『ものいうバナナ 南太平洋の昔ばなし』（編訳、井上洋介・絵）小峰書店〈世界の昔ばなし〉、1990年